# アニメーション背景制作会社の一覧
アニメーション背景制作会社の一覧（アニメーションはいけいせいさくがいしゃのいちらん）は、商業アニメーション制作において背景美術を担当する制作会社・部門の一覧である。
本稿ではアニメを始めとした商業アニメーション制作において、背景美術を担当する・した制作会社を対象とする。またアニメ制作会社のなかには自社内に背景美術部署をもつケースがあり、本稿ではこれも扱う（⇒ #制作会社の背景美術部門の一覧）。

## 一覧
50音順で列挙する。
- ARTMAX （アートマックス、ART-MAX production）
- ART Rain
- アテネアートスタジオ
- Aterier KARO （アトリエKARO）
- アトリエブーカ
- アトリエラスコー
- アトリエ・ローク07 （旧：アトリエ・ローク）
- アトリエロン
- アトリエ・ムサ
- アニメ工房婆娑羅
- イメージルームジロー
- インスパイアード
- ECHO （E-CHO、E-cho Animation）
- 絵映舎
- 石垣プロダクション （Y.A.P.（有）石垣プロダクション）
- WON PRODUCTION
- F.A.Iインターナショナル
- L.GREEN PRO
- KLAS （ケトラアートスタジオ）
- GIMC
- HAL-ART （ハルアート）
- 草薙 （KUSANAGI）
- GREEN
- Kプロダクション （K PRODUCTION）
- 小林プロダクション（※解散）
- キューン・プラント（QUUNPLANT.Inc）
- スタジオイースター
  - イースター姫組
  - イースターさくら組
  - イースターやつ組
  - イースター紅葉
  - コリアイースター （KOREA EASTEA STUDIO）
- 桂成プロダクション
- コスモスアーツ
- シースルースタジオ （SEE THROU STUDIO）
- 上海スーパーマン
- 上海南旭動画設計有限公司
- Studio ar.t. on （AR.T.ON）
- スタジオアクア
- スタジオWHO
- スタジオカノン
- スタジオじゃっく （じゃっく）
- STUDIO SEY （スタジオSEY）
- Studio Daiyo
- スタジオちゅーりっぷ （ST.ちゅーりっぷ）
- スタジオテイクワン
- スタジオパインウッド
- スタジオパレット
- STUDIO BEAM
- スタジオ風雅
- スタジオフォレスト
- Studio Blue （旧：Ani Village）
- スタヂオ誉
- スタジオMAO
- スタジオ美峰
  - 美峰VIETNAM （SON MY VIETNAM）
- スタジオユニ （STUDIO UNI）
- スタジオラグラス （Studio Lagurus）
- スタジオロフト （STUDIO LOFT）
  - SEOUL LOFT
- スタジオ・ルーファス （STUDIO RUFUS）
- スタジオワイエス （Studio Wyeth）
- ステロタイプスマーチル
- デザインオフィス・メカマン （メカマン）
- TEAM'S ART （Team's Art、TEAM'S ART PRODUCTION）
- チームティルドーン （Team Till Dawn）
- 天神
- DR MOVIE
- ととにゃん
- とんぼスタジオ
- DoWon
- 韓鎮アニメーション （HANJIN ANIMATION）
- HIJIRI
- PAC
- PAK PRODUCTION
- P&T Entertainment
- 風動画文化発展有限公司 （風動画設計制作工房）
- 文成動画
- 獏プロダクション
- パルサーデザイン
- Bamboo
- ビックスタジオ （ビック・スタジオ、BIC STUDIO、bic studio）
- 北京金松林動画公司 （金松林動画）
- ヘッドワークス
- forest studio
- プロダクション・アイ
- ボア83 （スタジオボア'83）
- ほわいとまっぷ （※解散）
- みにあーと（倒産）
- ムーンフラワー
- ムクオスタジオ
- 竜美堂
- GKセールス

### 制作会社の背景美術部門の一覧
- 旭プロダクション
- IG小倉工房
- WIT STUDIO
- 京都アニメーション
- CloverWorks
- J.C.STAFF
- SILVER LINK.
- スタジオコロリド
- 手塚プロダクション
- テレコムアニメーションフィルム
- パインジャム
- ベガエンタテイメント
- MAPPA
- ufotable